# Ramat Aviv

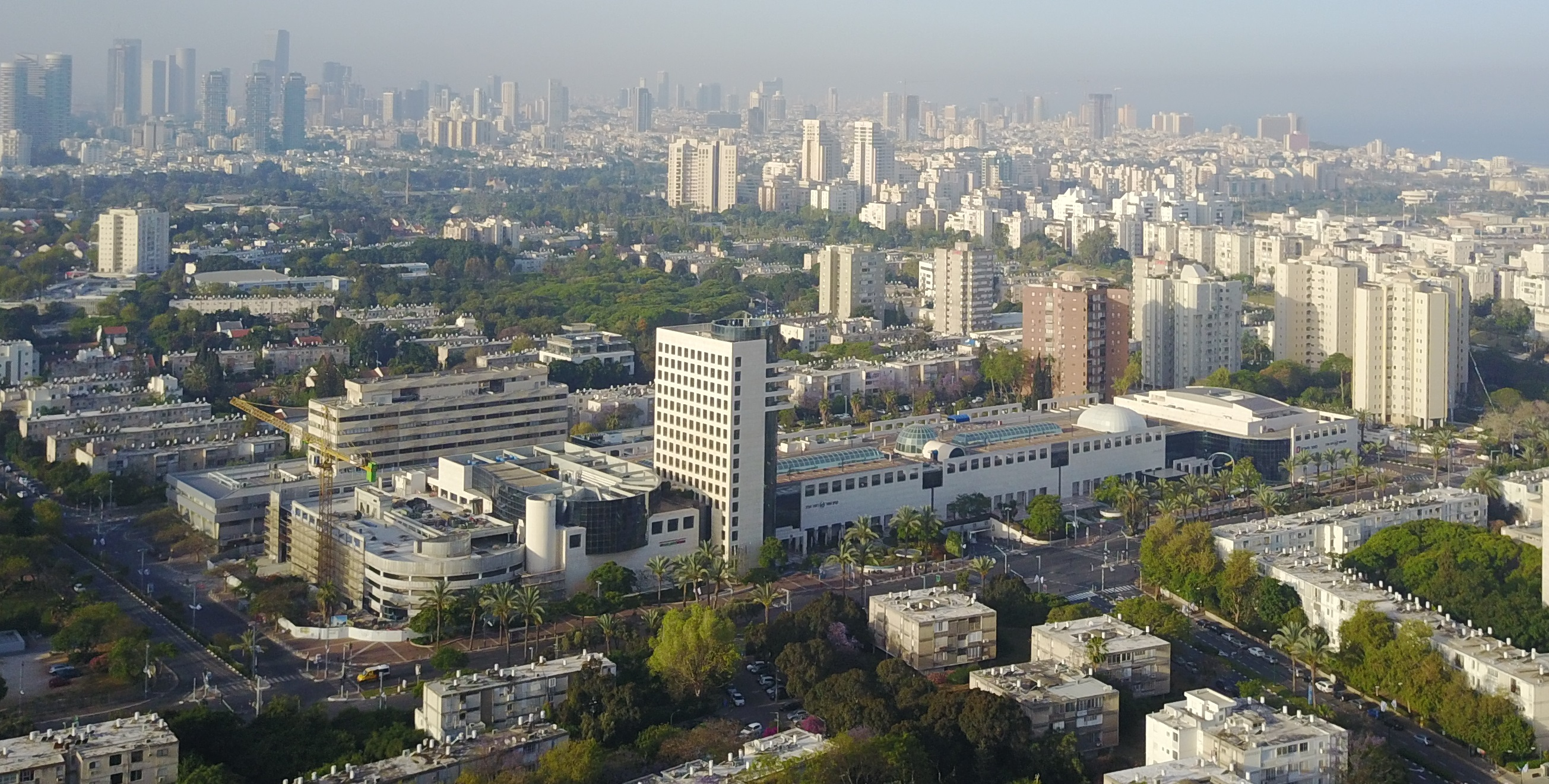
Sicht über Ramat Aviv in Richtung des Zentrums Tel Avivs im Süden

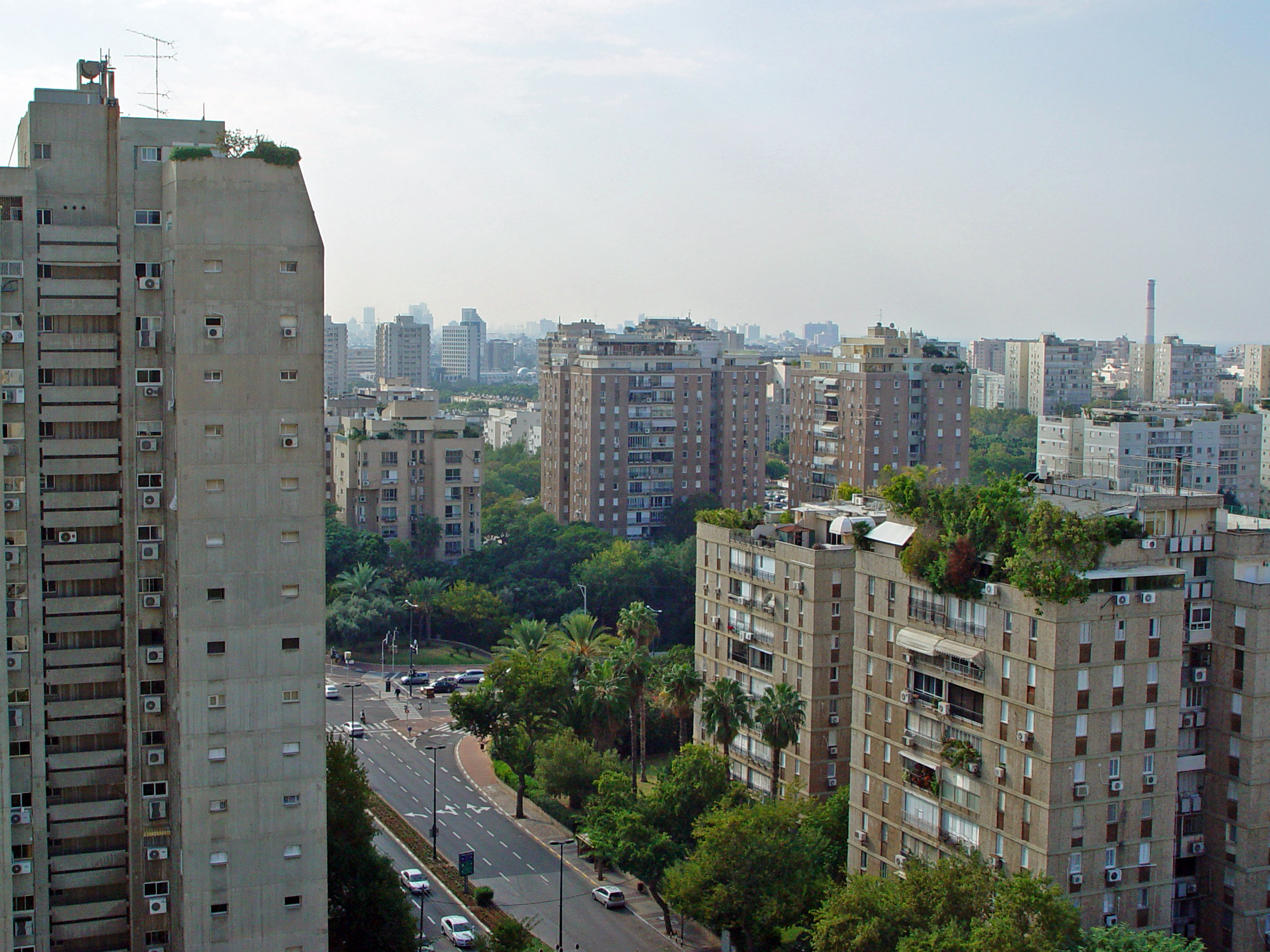
Typischer Straßenzug Ramat Avivs, hohe Wohnhäuser und viele Grünflächen

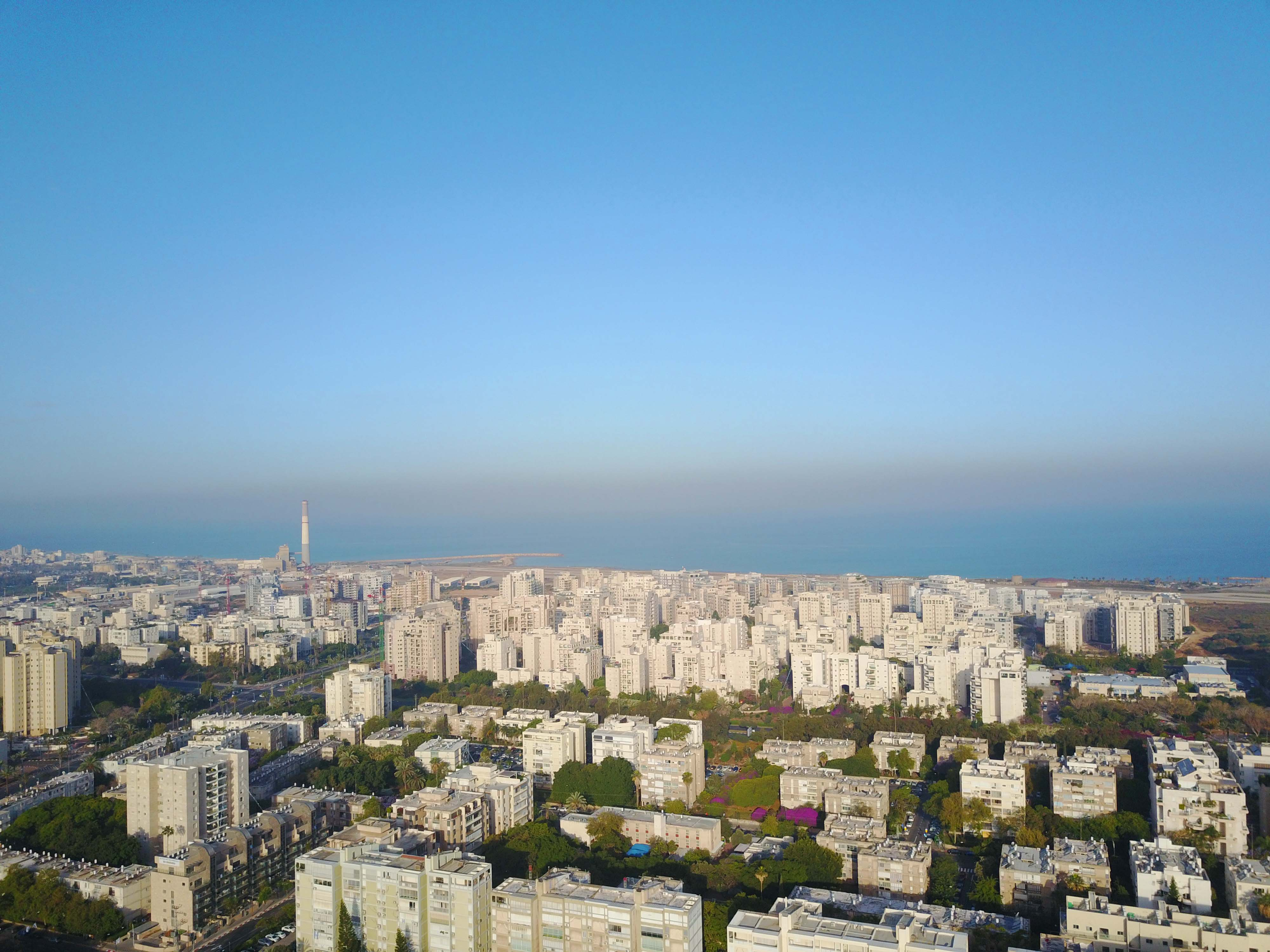
Ramat Aviv Hachadascha, das sich im Westen in unmittelbarer Nähe zum Strand befindet

Ramat Aviv (hebräisch רָמַת אָבִיב Ramat Avīv, deutsch ‚Anhöhe des Frühlings‘) ist ein nordwestlicher Teil des Stadtbezirks I in Tel Aviv, nördlich des Flusses Jarkon. Ramat Aviv setzt sich aus den Stadtteilen Ramat Aviv Aleph, Neweh Avivim sowie den in den 1980er- und 1990er-Jahren entstandenen Teilen Ramat Aviv Gimmel und Ramat Aviv HaChadaschah zusammen.
In Ramat Aviv befinden sich die Universität Tel Aviv, das Diaspora Museum, das Eretz Israel Museum, der ehemalige Flughafen Sdeh-Dov und der Jarkonpark. Das Gebiet Ramat Avivs zählt – wie der gesamte Norden Tel Avivs (hebräisch שְׁכוּנוֹת עֵבֶר הַיַּרְקוֹן Schchūnōt ʿever ha-Jarqōn, deutsch ‚Gegenden jenseits des Jarqon‘) – zu den wohlhabenderen Quartieren der Stadt.

## Geschichte
Vor dem Krieg um Israels Unabhängigkeit von 1948 gab es das arabische Dorf al-Schaich Muannes (arabisch الشيخ مؤنس) auf Teilen dessen, wo sich heute Ramat Aviv befindet. Die Universität Tel Aviv wurde auf dem ehemaligen Boden des Dorfes erbaut. Das letzte erhaltene Haus beherbergt jetzt das Clubhaus (הַבַּיִת הֶיָּרֹק ha-Bait he-Jaroq, deutsch ‚das grüne Haus‘) und die Mensa der Universität. In den 1950er-Jahren immigrierten viele geflüchtete osteuropäische Juden und aus Nordafrika vertriebene arabische Juden in diesen Stadtteil, so lebte etwa auch die spätere Premierministerin Golda Me'ir über mehrere Jahrzehnte im Quartier. Obwohl der ehemalige Bürgermeister Tel Avivs, Chaim Levanon, sich zuerst dafür aussprach, das neue Quartier ausschließlich mit Einfamilienhäusern zu bebauen, setzte sich die damals noch als Arbeitsministerin Israels tätige Golda Me'ir durch, indem sie erreichte, dass auf dem Gebiet hauptsächlich Wohnungen in Mehrgeschossern gebaut wurden. Dennoch hielt sich das Stadtmodell fortan an das Vorbild einer grünen und geräumigen Gartenstadt, wie nahezu im gesamten Norden der Stadt.
Im Jahr 1963 wurde der Campus der Universität Tel Aviv im Stadtgebiet eröffnet, nachdem sich die Hochschule juristisch von der Stadtgemeinde gelöst hatte, und in der Folge autonom wurde.
Heute zählt Ramat Aviv zu den preislich gehobenen Stadtteilen Tel Avivs.

## Quartiere
Ramat Aviv lässt sich insgesamt in vier Quartiere unterteilen, die sich vom nördlichen Ufer des Jarkon bis hin zu der Stadtgrenze im Norden nach Herzlia und im Westen nach Ramat haScharon und Ramat Gan erstrecken:
- Ramat Aviv Aleph (A): ab den 1950er Jahren
- Ramat Aviv Bet (B) oder Neve Avim: ab den 1960er Jahren
- Ramat Aviv Gimel (C): ab den 1980er Jahren
- Ramat Aviv Hachadascha (Neues Ramat Aviv): ab den 1990er Jahren